# 蘇子情
蘇子情，香港女演員，主要活躍於舞台劇界，擅長獨腳戲，亦曾主演電影《好友》。同時涉獵導、編、製等崗位，全面性發展演藝事業。

## 早年生活
蘇子情自幼喜歡戲劇，立志成為演員。她中學時期曾就讀順利天主教中學，於中學會考獲得優異成績，後轉往李寶椿聯合世界書院修讀IB課程。大學時期就讀美國加州大學洛杉磯分校「戲劇、電影和電視學院」系，以一級榮譽畢業。她自幼學習芭蕾舞，擁有英國皇家舞蹈學院芭蕾舞八級、英國皇家音樂學院鋼琴及樂理八級資格。

## 演藝生涯
蘇子情在美國畢業後，其優異成績，獲荷里活知名影視人韋.史密夫 (Will Smith) ⻘睞，為其製作公司擔任劇本發展的實習工作。後曾參與香港、中國內地、台灣、馬來西亞等地的影視幕後製作及演員。
2015年，蘇子情回流香港，曾一度跟隨李力持、陶傑等知名影視、傳媒人參與電視劇和電影製作。後決定專注發展舞台劇事業。
蘇子情以演出獨腳戲為主，作品大多自導自編自演，包括《珠光寶戲》、《麗思卡鑽石》、《紅玫瑰/白玫瑰》、《快樂抗爭》、《流芳》、《空．中．宅．女》等，其中《紅玫瑰/白玫瑰》獲全球最大獨腳戲藝術節United Solo Theatre Festival邀請於紐約外百老匯演出，並曾獲愛丁堡國際藝穗節「最佳亞洲藝術獎」提名。
蘇子情參與多個藝術文化活動。2023年，受Kiram Arts Festival邀請到印尼演出。另外，她是西九文化區Arts Impact創研計劃2023得獎者，將籌辦有關居於香港九龍城的泰國人文化活動，並於2024年在西九文化區「西九春Fun藝術節」中呈獻。
2021年簽約電訊盈科主席李澤楷旗下經理人公司Noble Castle Asia，成為旗下藝人，完約後現為獨立藝人。

## 演出
電影
- 2018年 《好友》

舞台劇
- 2015年《珠光寶戲》(香港）
- 2016年 - 2017年《麗思卡鑽石》（香港及美國）
- 2016年《紅玫瑰/白玫瑰》（美國及愛丁堡）
- 2017-2018年《快樂抗爭》（香港及美國）
- 2018年 - 2019年《流芳》（香港、台灣及美國）
- 2021年《空.中.宅.女》(香港）

## 外部連結
- 蘇子情的Instagram帳戶
- 蘇子情的Facebook專頁